# Рурик Гисласон
Рурик Гисласон (исл. ‎‎Rúrik Gíslason; Рејкјавик, 25. фебруар 1988) професионални је исландски фудбалер који примарно игра  на позицији  .

## Клупска каријера
Гисласон је професионалну каријеру започео на Исланду као играч Коупавогира, одакле је након једне сезоне прешао у енглески Чарлтон атлетик. Током две сезоне у Чарлтону није добио прилику да заигра у првом тиму те у лето 2007. као слободан играч одлази у Данску и потписује уговор са екипом Виборга. 
У Данској је играо наредних девет сезона, а највећи успех остварио је са Копенхагеном са којим је освојио по један трофеј првака и освајача купа (играо је још и за Оденсе). 
Копенхаген напушта у лето 2015. и за 250.000 евра одлази у немачки Нирнберг који се у то врме такмичио у другој лиги. Од јануара 2018. играч је друголигаша Зандхаузена са којим је потписао двогодишњи уговор.

## Репрезентативна каријера
Пре дебија за сениорску репрезентацију играо је за све млађе репрезентативне селекције Исланда. За сениорску репрезентацију Исланда дебитовао је 22. марта 2009. у пријатељској утакмици са селекцијом Фарских Острва.
Селектор Хејмир Халгримсон уврстио га је на списак играча за Светско првенство 2018. у Русији. На турниру је одиграо прве две утакмице у групи Д против Аргентине и Нигерије.

### Голови за репрезентацију
| №  | Датум             | Место     | Ривал       | Гол. | Рез,. | Такмичење                 |
| -- | ----------------- | --------- | ----------- | ---- | ----- | ------------------------- |
| 1. | 11. август 2010.  | Рејкјавик | Лихтенштајн | 1:0  | 1:1   | Пријатељска утакмица      |
| 2. | 10. октобар 2014. | Рига      | Летонија    | 3:0  | 3:0   | Квалификације за ЕП 2016. |
| 3. | 31. март 2015.    | Талин     | Естонија    | 1:0  | 1:1   | Пријатељска утакмица      |

## Успеси и признања
ФК Копенхаген
- Данско првенство (1): 2012/13.
- Дански куп (1): 2014/15.